# Muitos Capões
Muitos Capões ist eine Stadt mit 3151 (Schätzung 2018) Einwohnern im Bundesstaat Rio Grande do Sul im Süden Brasiliens. Sie liegt etwa 270 km nördlich von Porto Alegre. Benachbart sind die Orte Vacaria, Lagoa Vermelha, André da Rocha und andere. Ursprünglich war Muitos Capões Teil der Munizipien Esmeralda, Lagoa Vermelha und Vacaria.